# Waldemar Mühlner
Waldemar Mühlner (* 28. April 1878 in Löbejün; † 3. Juli 1948 in Eisleben) war ein deutscher Lehrer und Heimatkundler.

## Leben
Mühlner wuchs in Löbejün auf. Er wurde in der Präparandenanstalt Weißenfels und bis 1898 am Lehrerseminar Eisleben zum Lehrer ausgebildet. Nach der Prüfung 1904 zum Mittelschullehrer war er Lehrer an der 1. Bürgerschule in Eisleben. Von 1906 bis 1912 war Mühlner Rektor an der Schule in Wimmelburg. Von 1912 bis 1935 war er Rektor an der Schule in Helfta. Von 1935 bis 1943 war er Rektor zur Knabenschule in Bitterfeld. Er war Herausgeber des Mansfelder Heimatkalenders von 1922 bis 1942.
Mühlner war zweimal verheiratet, aus der ersten Ehe gingen zwei Töchter hervor.

## Schriften (Auswahl)
- mit Gustav Winckler: Zwischen Harz und Saale. Breslau 1924, OCLC 72175267.
- Vom Gebrauch des Wörterbuches in der Schule. Ein Beitrag zur Frage der Leistungssteigerung im Deutschunterrichte. Zugleich ein Begleitwort zum Reichs-Schulwörterbuch „Der kleine Duden“. Eisleben 1934, OCLC 245965609.
- Arbeitsheft zum Kleinen Duden. Halle 1938, OCLC 71969772.
- Die Lützower und unsere Heimat. Eine Erinnerung an 1813. Düben 1939, OCLC 73009666.